# Homonota andicola
Homonota andicola — вид геконоподібних ящірок родини Phyllodactylidae. Ендемік Аргентини.

## Опис
Homonota andicola — невеликий наземний гекон, довжина якого (без врахування хвоста) становить 45 мм. Забарвлення переважно жовтувато-коричневе, поцятковане темно-червоною сіткою. З боків голови через очі проходять темні смуги. 

## Поширення і екологія
Homonota andicola поширені на заході Аргентини, від північно-західної Мендоси (Успальята) до центрального і північного Сан-Хуана (Ангуаласто). Вони живуть на сухих схилах Анд і в долинах, на висоті до 1700 м над рівнем моря. Вид веде нічний спосіб життя. Самиці відкладають яйця.